# Milan Neděla
Milan Neděla (23. února 1934 Praha – 14. dubna 1997 tamtéž) byl český divadelní, filmový a televizní herec, dabér a moderátor.
Díky robustní a zavalité postavě (výšce 193 cm a hmotnosti 112 až 132 kg) často ztvárňoval rázné muže-hromotluky. Uměl hrát dobře jak role komické, tak role vážné.

## Rodinné vztahy
Jeho otec byl účetním továrny na motocykly JAWA. Jeho syn Aleš vystudoval novinářskou fakultu.

## Životopis
Milan Neděla vystudoval malostranské Gymnázium Jana Nerudy a chtěl se stát sportovním novinářem (sám aktivně hrál kopanou). Na škole vedl místní jazzovou kapelu, přičemž profesor Fetr v něm objevil herecký talent (ostatně ještě jako žák obecné školy hrál v jakési pohádce kuchaře Roštěnku). V roce 1950 se stal členem místního dramatického kroužku a od počátku mu byly přidělovány charakterní postavy – jeho první rolí byl Sganarelle v Moliérově hře Škola manželů. Odmaturoval v roce 1952.
Při přijímacích zkouškách na pražskou DAMU se pro jeho přijetí vyslovil i jeho pozdější profesor Vítězslav Vejražka dobře míněnou ironií, že „tak tlustýho chlapa jsme tady ještě neměli“. K jeho profesorům dále patřili například Stanislav Neumann, František Salzer a Radovan Lukavský. Již za dob studií účinkoval v estrádách Hrátky mládeže, které pořádal Československý svaz mládeže.
DAMU absolvoval v roce 1956.

### Divadelní kariéra
Divadlo bylo Nedělovou hereckou prioritou. Po absolutoriu nejprve působil v oblastních divadlech: Městské oblastní divadlo Kolín (1956–1958) a Východočeské divadlo v Pardubicích (1958–1960). Později se vrátil do Prahy, kde postupně působil v divadlech Na zábradlí (1960–1962), Na Fidlovačce (1962–1963), Paravan (1963–1965), Rokoko (1965–1972) a nakonec v Hudebním divadle v Karlíně (1973–1982).
Byl mimo jiné jedním z „nahrávačů“ Felixe Holzmanna v jeho scénkách.

### Televizní tvorba
Ještě při studiu DAMU – již v roce 1953 – úspěšně prošel spolu se spolužákem Luďkem Munzarem konkursem na hlasatele pro začínající Československou televizi. Právě tam začal spolupracovat i s tvůrci zábavních pořadů a na střídačku s Josefem Zímou uváděl estrádu Měsíčník dobré pohody. Mnohem později se uplatnil jako úspěšný moderátor oblíbeného pořadu Komik a jeho svět, který převzal po předchůdci Miloši Kopeckém.
V roce 1980 propůjčil hlas postavičce Hele v dětském pásmu pohádek a rozhovorů Studiu Kamarád. Přibližně po roce však tuto postavu kvůli nemoci předal Otovi Jirákovi.
Neúplný výčet snímků:
- 1961 videoklip k písni Léta dozrávání: dobrý přítel
- 1966–1968 Bejvávalo (seriál hudebních komedií): různé role
- 1968 Klapzubova jedenáctka (seriál)
- 1971 Růže a prsten (pohádka): kapitán Zrubal
- 1974 Chytrost má děravé šaty (pohádka): prodavač vody
- 1978 Pan Tau (seriál)
- 1980 Arabela (seriál)
- 1982 Pošťácká pohádka

### Filmová tvorba
Ve filmu ztvárňoval především drobné či epizodní role.
Neúplný výčet snímků:
- 1956 Dobrý voják Švejk: rotný
- 1957 Poslušně hlásím: nenažraný vojenský sluha Baloun
- 1964 Bláznova kronika
- 1965 Bílá paní: dělník komunálu
- 1966 Ukradená vzducholoď: pirát
- 1971 Dívka na koštěti: hostinský
- 1980 Hra o královnu
- 1981 Buldoci a třešně: mafián Enrico

### Rozhlasová tvorba
Jeho druhou nejoblíbenější prací byla tvorba pro rozhlas. Byl úspěšným rozhlasovým hercem a estrádním komikem. Zejména v 50. a 60. letech účinkoval v rozhlasových kabaretech a estrádách. Jednou z nejznámějších se stala scénka Zlý sen známější jako „Mámo, chyť mi žábu“ (spolu s Josefem Beyvlem). Později spolupracoval spíše s literárně-dramatickou redakcí, pro kterou mj. načetl množství komediálních povídek zejména z tvorby Jaroslava Haška či Karla Poláčka. Osobně nejvíce oceňoval dramatizaci Dickensova humoristického románu Kronika Pickwickova klubu.

## Ostatní
Jeho koníčkem byl sport, zejména kopaná, košíková a hokej. Byl skalním fandou fotbalové Slavie. V divadle Rokoko založil divadelní fotbalovou jedenáctku a staral se o ni. Sám byl aktivním fotbalistou až do 46 let, kdy sportu musel kvůli zdraví zanechat.